# Jeff Henderson
Jeffrey « Jeff » Henderson (né le 19 février 1989 à North Little Rock) est un athlète américain, spécialiste du saut en longueur, champion olympique en 2016 à Rio.

## Biographie
Il participe aux championnats du monde en salle de 2010 et de 2014 mais ne parvient pas à franchir le cap des qualifications. Il dépasse pour la première fois la limite des 8 mètres en 2009 avec 8,15 m, et porte son record personnel à 8,22 m en 2013. Auteur de 8,25 m en mai 2014 à Baie-Mahault en Guadeloupe, il remporte le 14 juin le meeting ligue de diamant de l'Adidas Grand Prix, à New York, en établissant un nouveau record personnel avec 8,33 m.
Ce record est porté à 8,43 m lors des championnats américains de Sacramento en 2014 avant d'être amélioré avec un saut à 8,50 m (+1,8 m/s) le 18 avril 2015 à Walnut au Canada. Le 22 juillet 2015, il remporte le titres des Jeux panaméricains à Toronto, avec un saut de 8,54 m (v. f.) et un record personnel porté à 8,52 m avec vent régulier.
Le 20 mars 2016, Henderson échoue au pied du podium des championnats du monde en salle de Portland avec un saut à 8,19 m. Il remporte cependant le titre olympique aux Jeux de Rio le 14 août 2016, avec un saut de 8,38 m, devançant d'un centimètre le sud-africain Luvo Manyonga.
Après une 9e place aux championnats du monde de 2015 et une élimination au stade des qualifications en 2017, Jeff Henderson prend la médaille d'argent en 2019 à Doha.

## Palmarès

### International
| Date | Compétition                    | Lieu             | Résultat | Marque  |
| ---- | ------------------------------ | ---------------- | -------- | ------- |
| 2015 | Jeux panaméricains             | Toronto          | 1er      | 8,54 m  |
| 2015 | Championnats du monde          | Pékin            | 9e       | 7,95 m  |
| 2015 | Ligue de diamant               | Ligue de diamant | 6e       | détails |
| 2016 | Championnats du monde en salle | Portland         | 4e       | 8,19 m  |
| 2016 | Jeux olympiques                | Rio de Janeiro   | 1er      | 8,38 m  |
| 2018 | Ligue de diamant               | Ligue de diamant | 5e       | 8,11 m  |
| 2018 | Coupe continentale             | Ostrava          | 3e       | 7,96 m  |
| 2019 | Championnats du monde          | Doha             | 2e       | 8,39 m  |

### National
- Championnats des États-Unis d'athlétisme :
  - vainqueur en 2014, 2016 et 2018, 2e en 2013 et 2015

## Records
| Épreuve          | Épreuve   | Performance        | Lieu     | Date            |
| ---------------- | --------- | ------------------ | -------- | --------------- |
| Saut en longueur | Plein air | 8,52 m (+ 1,8 m/s) | Toronto  | 22 juillet 2015 |
| Saut en longueur | Salle     | 8,19 m             | Portland | 20 mars 2016    |